# Seth Warner
Seth Warner (17. maj 1743 – 26. december 1784) je bil ameriški vojak. Bil je častnik revolucionarne vojne iz Vermonta, ki se je povzpel do čina kontinentalnega polkovnika in so mu pogosto dodelili naloge poveljnika brigade. Najbolj znan je po svojem vodenju pri zavzetju trdnjave Crown Point, bitki pri Longueuilu, obleganju Quebeca, umiku iz Kanade ter bitkah pri Hubbardtonu in Benningtonu.
Pred vojno je bil Warner stotnik v Green Mountain Boys. New York ga je razglasil za izobčenca, vendar nikoli ni bil ujet.
V zadnjih letih vojne je Warner ostal zvest Združenim državam, medtem ko se je neodvisna država Vermont pogajala ločeno z Britanci.